# 2000 en handball
| Années du handball : 1997 - 1998 - 1999 - 2000 - 2001 - 2002 - 2003    |
| Décennies du handball : 1970 - 1980 - 1990 - 2000 - 2010 - 2020 - 2030 |

Cet article présente les faits marquants de l'année 2000 en handball.

## Par mois
- 20 janvier : la Suède, emmenée par Magnus Wislander, conserve son titre européen en battant en finale du Championnat d'Europe, disputé en Croatie, l'équipe de Russie sur le score très serré de 32 à 31 après deux prolongations.

## Par compétitions

### Championnat d'Europe masculin
La 4e édition du Championnat d'Europe masculin a lieu en Croatie du 21 au 30 janvier 2000.
| \| \| Suède \| \| \| Médaille d'or, Europe \| \| Russie \| \| \| Médaille d'argent, Europe \| Espagne \| \| Médaille d'argent, Europe \| Médaille de bronze, Europe \| | Statistique et récompenses - Meilleur joueur : Jackson Richardson, France - Meilleur buteur : Oleg Velyky, Ukraine, 46 buts - Gardien de but : Peter Gentzel, Suède - Ailier gauche : Rafael Guijosa, Espagne - Arrière gauche : Carlos Resende, Portugal - Demi-centre : Jackson Richardson, France - Pivot : Andrei Xepkin, Espagne - Arrière droit : Patrick Cazal, France - Ailier droit : Irfan Smajlagić, Croatie |
| | Suède |
| | Médaille d'or, Europe |
| Russie | |
| Médaille d'argent, Europe | Espagne |
| Médaille d'argent, Europe | Médaille de bronze, Europe |

### Jeux olympiques
|                                     | Hommes  | Femmes   |
| ----------------------------------- | ------- | -------- |
| Médaille d'or, Jeux olympiques      | Russie  | Danemark |
| Médaille d'argent, Jeux olympiques  | Suède   | Hongrie  |
| Médaille de bronze, Jeux olympiques | Espagne | Norvège  |

Par rapport à Atlanta en 1996, de nombreux changements sont instaurés pour cette édition du tournoi olympique. La compétition féminine comporte dorénavant 10 nations contre 8 précédemment et surtout, des quarts de finale sont ajoutés aux deux tournois, diminuant de facto l'importance de la phase de poule.
Chez les hommes, l'or est remporté par la Russie, qui retrouve le titre remporté en 1992 avec l'Équipe unifiée. Considérée comme l'une des meilleures équipes masculines de handball de tous les temps, la Suède échoue pour la troisième fois consécutive en finale. Comme quatre ans plus tôt, l'Espagne remporte le bronze, cette fois-ci aux dépens de la République fédérale de Yougoslavie.
Chez les femmes, on retrouve les mêmes demi-finalistes qu'en 1996. Si le Danemark conserve le titre acquis quatre ans plus tôt, la Hongrie monte d'une marche sur le podium après leur médaille de bronze remportée Atlanta, suivie de la Norvège. La Corée du Sud termine donc au pied du podium après 4 médailles consécutives.
- Podiums des JO de Sydney
- Les Russes sont champions olympiques.
- Les Danoises sont championnes olympiques.
- Les Hongroises, médaillées d'argent.

### Championnat d'Europe féminin
La 4e édition du Championnat d'Europe féminin a lieu aen Roumanie du 8 au 17 décembre 2000.
| \| \| Hongrie \| \| \| Médaille d'or, Europe \| \| Ukraine \| \| \| Médaille d'argent, Europe \| Russie \| \| Médaille d'argent, Europe \| Médaille de bronze, Europe \| | Statistique et récompenses - Meilleure joueuse : Beáta Siti, Roumanie - Meilleure marqueuse : Simona Gogîrlă, Roumanie, 68 buts - Gardienne de but : Luminița Dinu-Huțupan, Roumanie - Ailière gauche : Agnieszka Tobiasz, Allemagne - Arrière gauche : Olena Tsyhytsia, Ukraine - Demi-centre : Beáta Siti, Hongrie - Pivot : Lioudmila Bodnieva, Russie - Arrière droite : Mélinda Jacques-Szabo, France - Ailière droite : Larisa Ferzalieva, Macédoine |
| | Hongrie |
| | Médaille d'or, Europe |
| Ukraine | |
| Médaille d'argent, Europe | Russie |
| Médaille d'argent, Europe | Médaille de bronze, Europe |

## Meilleurs handballeurs de l'année 2000
En juillet 2001, les résultats de l'élection des meilleurs handballeurs de l'année 2000 ont été dévoilés par l'IHF. Les deux élus, la Hongroise d'origine Yougoslave Bojana Radulovics et le Yougoslave Dragan Škrbić, ont été plébiscités avec respectivement 64 % et 57 % des votes :
| Rang | Joueuse                    | Nationalité | Club(s)                      | Poste            | Votes |
| ---- | -------------------------- | ----------- | ---------------------------- | ---------------- | ----- |
| 1    | Bojana Radulovics          | Hongrie     | Dunaferr NK                  | Arrière droite   | 64 %  |
| 2    | Anette Hoffmann            | Danemark    | KIF Kolding                  | Ailière gauche   | 13 %  |
| 3    | Ausra Fridrikas            | Autriche    | Hypo NÖ et Bækkelagets SK    | Arrière gauche   | 7 %   |
| 3    | Heidi Tjugum               | Norvège     | Viborg HK                    | Gardienne de but | 7 %   |
| 5    | Véronique Pecqueux-Rolland | France      | Cercle Dijon Bourgogne       | Pivot            | 3 %   |
| 5    | Chana Masson               | Brésil      | Ferrobús Mislata             | Gardienne de but | 3 %   |
| 7    | Camilla Andersen           | Danemark    | Frederiksberg IF             | Demi-centre      | 2 %   |
| 8    | Ilda Bengue                | Angola      | Atlético Petróleos de Luanda | Ailière droite   | 1 %   |

| Rang | Joueur              | Nationalité    | Club(s)                           | Poste          | Votes |
| ---- | ------------------- | -------------- | --------------------------------- | -------------- | ----- |
| 1    | Dragan Škrbić       | RF Yougoslavie | RK Celje et HSG Nordhorn          | Pivot          | 57 %  |
| 2    | Andreï Lavrov       | Russie         | Badel Zagreb                      | Gardien de but | 18 %  |
| 3    | Christian Schwarzer | Allemagne      | FC Barcelone                      | Pivot          | 7 %   |
| 4    | Stefan Lövgren      | Suède          | THW Kiel                          | Arrière gauche | 5 %   |
| 4    | Talant Dujshebaev   | Espagne        | GWD Minden                        | Demi-centre    | 5 %   |
| 6    | Yoon Kyung-shin     | Corée du Sud   | VfL Gummersbach                   | Arrière droit  | 3 %   |
| 6    | Jackson Richardson  | France         | TV Großwallstadt et PSA Pampelune | Demi-centre    | 3 %   |
| 8    | Stefan Kretzschmar  | Allemagne      | SC Magdebourg                     | Ailier gauche  | 1 %   |
| 8    | Rolando Uríos       | Cuba           | US Ivry                           | Pivot          | 1 %   |

## Bilan de la saison 1999-2000 en club

### Coupes d'Europe (clubs)
| Compétition         | Vainqueur             | Finaliste         | Score   |
| ------------------- | --------------------- | ----------------- | ------- |
| Ligue des champions | Hypo Niederösterreich | Kometal GP Skopje | 52 – 45 |
| Coupe de l'EHF      | Ferrobús Mislata      | Tertnes IL        | 42 – 41 |
| Coupe des coupes    | CBM Milar L’Eliana    | Kouban Krasnodar  | 62 – 54 |
| Coupe des Villes    | Rapid Bucarest        | Randers HK        | 56 – 51 |

| Compétition         | Vainqueur            | Finaliste              | Score   |
| ------------------- | -------------------- | ---------------------- | ------- |
| Ligue des champions | FC Barcelone         | THW Kiel               | 54 – 52 |
| Coupe de l'EHF      | RK Metković Jambo*   | SG Flensburg-Handewitt | 47 – 47 |
| Coupe des coupes    | Portland San Antonio | Dunaferr HK            | 48 – 45 |
| Coupe des Villes    | TV Großwallstadt     | BM Valladolid          | 57 – 55 |

* Vainqueur selon la règle du nombre de buts marqués à l'extérieur (23 contre 22).

### Championnats européens

#### Saison 1999-2000 en France
| Compétition                 | Vainqueur              | Second                 | Score                  |
| --------------------------- | ---------------------- | ---------------------- | ---------------------- |
| Championnat de France masc. | Montpellier Handball   | SO Chambéry            | –                      |
| Coupe de France masc.       | Montpellier Handball   | US Dunkerque           | 21 – 16                |
| Championnat de France fém.  | ASPTT Metz             | ES Besançon            | –                      |
| Coupe de France fém.        | Pas de Coupe de France | Pas de Coupe de France | Pas de Coupe de France |

## Naissances et décès
Parmi les personnalités du handball nées ou décédées en 2000, on trouve notamment :
| Naissances - 17 avril : Alexander Blonz, / - 9 juillet : Daphne Gautschi, - 31 octobre : Agathe Quiniou, - 22 décembre : Pauletta Foppa, | Décès - 15 mars : Domingo Bárcenas, , à 72 ans - 17 avril : Philippe Desroses, , à 42 ans |